# Wilhelm Theodor von Schiefler
Wilhelm Heinrich Theodor (von) Schiefler, auch: Guilherme Henrique Theodoro Schiefler (* 5. März 1828 in Hannover; † 1884 in Petrópolis, Rio de Janeiro, Brasilien) war ein deutsch-brasilianischer Schriftsteller, Lehrer und Sprachwissenschaftler.

## Leben
Wilhelm Heinrich Theodor Schiefler wurde am 5. März 1828 als Sohn des Kammerrevisors August Schiefler und seiner Ehefrau geb. Tovothe in Hannover geboren. Er war verheiratet mit Sophie Alviene von Lasperg und hatte mehrere Söhne.
Ab 1848 studierte er Rechtswissenschaften an der Universität Göttingen. Während seiner Zeit in Göttingen wurde er Mitglied des Corps Hannovera Göttingen. Nach dem ersten Staatsexamen trat er eine Stelle als königlich hannoverscher Amtsassessor an und wurde an der Universität Göttingen zum Doktor der Rechte promoviert. Nachdem er einige Jahre als Richter gearbeitet hatte, zog er 1853 in das damalige Kaiserreich Brasilien mit der Absicht, sich bei der Kolonisation des Landes zu engagieren. Die Umstände entsprachen jedoch nicht seinen Erwartungen und er zog es vor sich auf das Unterrichten von Sprachen zu spezialisieren.
Er war anschließend für einige Jahre als Lehrer für Latein, Griechisch, Deutsch und Englisch an verschiedenen privaten Schulen des Landes und sogar als Vorleser des Kaisers Pedro II. von Brasilien tätig.
1858 wurde er zum Professor der griechischen Sprachwissenschaften am kaiserlichen Colégio Pedro II in Rio de Janeiro ernannt. Das Colégio Pedro II war die höchste und renommierteste Schule des Landes. Daneben bekam er 1860 eine Professur für deutsche Sprache am Instituto comercial do Rio de Janeiro, wo er gleichzeitig lehrte.
1860 erschien sein Werk zur Grammatik der deutschen Sprache „Grammatica da lingua alemã“ in portugiesischer Sprache, welches eine neue Methode zum Übersetzen und Erlernen der deutschen Sprache beinhaltete. Zudem übersetzte er portugiesische Werke ins Deutsche und deutsche Werke ins Portugiesische. 1865 veröffentlichte er seine portugiesische Übersetzung der deutschsprachigen „griechischen Grammatik“ von Raphael Kühner. 1873 erschien bei F. A. Brockhaus in Leipzig seine deutsche Übersetzung der geographischen Beschreibung Brasiliens des brasilianischen Schriftstellers Joaquim Manuel de Macedo. Seine Übersetzung dieses Werkes wurde 1873 auf der Weltausstellung in Wien im Industriepalast ausgestellt.

## Veröffentlichungen
- Schiefler, Guilherme Henrique Theodoro: Grammatica da lingua allemã, ou novo methodo completo para se aprender a traduzir, escrever e falar a lingua allemã; organisado sobre os trabalhos dos melhores grammaticos (deutsch: Grammatik der deutschen Sprache, oder völlig neue Methode für das Erlernen die deutsche Sprache zu übersetzen, zu schreiben und zu sprechen), Rio de Janeiro, E. H. Laemmert, 1860. 2. Auflage 1862.
- Schiefler, Guilherme Henrique Theodoro (Übers.): Grammatica Grega von Raphael Kühner, F.A. Brockhaus, 1865, 194 Seiten, übersetzt von Guilherme Henrique Theodoro Schiefler.
- Schiefler, Guilherme Henrique Theodoro: Geographische Beschreibung Brasiliens von Joaquim Manuel de Macedo (Originaltitel: Noções de corographia do Brasil), 1873.[4] übersetzt von M. P. Alves Nogueira und Wilhelm Theodor v. Schiefler, Leipzig, Druck von F. A. Brockhaus, 1873, 535 Seiten.